# Deopalpus fucatus
Deopalpus fucatus är en tvåvingeart som först beskrevs av Wulp 1892.  Deopalpus fucatus ingår i släktet Deopalpus och familjen parasitflugor. Inga underarter finns listade i Catalogue of Life.